# Кодекс Борджіа (ацтекський)
Кодекс Борджіа (Códice Borgia) — ацтекський рукопис релігійного і ритуального змісту. Вважається, що його було створено до іспанського завоювання Мексики десь в районі південної чи західної Пуебли. Кодекс Борджіа є основним з групи манускриптів Група Борджіа, якій він і дав назву. Кодекс Борджіа названий по імені італійського кардинала Стефано Борджіа, який володів манускриптом до того, як він потрапив в Апостольську бібліотеку Ватикану. Інше ім'я кодексу — Yoalli Ehecatl, що з мови науатль значить «Ніч і Вітер».

## Історія
Про авторів кодексу нічого невідомо. У середині XVI ст. його перевезено до Італії. У 1805 році виявлено вченим Олександром фон Гумбальдом серед речей кардинала С.Борджіа. Сьогодні зберігається у Ватиканській бібліотеці.

## Опис
Кодекс зроблений з шкіри тварини і розділений на 39 квадратних аркушів розміром 27 на 27 см завдовжки 11 м. Усі аркуші крім першого і останнього розписані з обох сторін. Цей кодекс читається з права наліво.

## Зміст
Перші вісім сторінок перераховують знаки 260-ти днів тональпоуаллі, кожна Трец з 13 знаків становить горизонтальний ряд, який простягається на дві сторінки. Пророчі символи розміщені зверху і знизу денних знаків.
Сторінки з 9 по 13 розділені на 4 чверті. Кожна чверть містить один з двадцяти денних знаків свого божественного покровителя і відповідні пророчі символи. Сторінка 14 розділена на 9 секцій для кожного з 9 Князів ночі. Вони супроводжуються денними знаками і символами, що пророкують добре чи погане.
Сторінки з 15 до 17 зображують божества, пов'язані з дітонародженням. Кожна з 20 секцій містить 4 денних знака. Внизу секції на сторінці 17 зображений бог Тецкатліпока з денними знаками, відповідними частинам його тіла. Поруч з ним розташовані Чальчіутлікуе, «Богиня води живої», (праворуч) і Шочикецаль, «Богиня квітів і сонця» (ліворуч).
На сторінки з 18 до 28 зображені божества, жертви й інша складна іконографія.
Сторінки з 29 до 46 є найдавнішими й найзагадковішими. Тут представлена подорож. За однією версією є відображенням якоїсь історичної мандрівники, за іншими — шлях Кетцалькоатля як уособлення планети Венери. Його подорож закінчується святом Нового Вогню й завершенням 52-річного циклу.
На 47-56 сторінках зображені божества, жертви й інша складна іконографія.
Зміст сторінок з 57 до 60 дозволяв ацтекському жерцеві визначити вдалі і невдалі шлюби за номерами, які містили імена можливої подружньої пари.
Сторінки з 61 до 70 ілюструють денні знаки, розташовані навколо сцен з божествами. Кожна з цих 10 сторінок містить 26 знаків денних.
Сторінка 71 відображає божество Тонатіу, що п'є кров птаха. Навколо зображені 13 Птахів, що символізують 13 днів.
Сторінка 72 зображе 4 божества зі знаками дня, а навколо змії.
Сторінка 73 представлено богів Міктлантекутлі і Кетцалькоатль, що сидять спиною до спини зі знаками дня, а також оточені знаками дня.
Сторінки з 74 до 76 сильно пошкоджені або потерті.